# جيمي ليندن
جيمي ليندن هو لاعب هوكي الجليد كندي، ولد في 19 يوليو 1972 في مدسين هات في كندا.

## وصلات خارجية
- جيمي ليندن على موقع دوري الهوكي الوطني (الإنجليزية)
- جيمي ليندن على موقع EliteProspects.com (الإنجليزية)
- جيمي ليندن على موقع HockeyDB.com (الإنجليزية)
- جيمي ليندن على موقع Hockey-Reference.com (الإنجليزية)

لم يتم العثور على روابط لمواقع التواصل الاجتماعي.